# Franklin Pierce Adams
Franklin Pierce Adams (Chicago, 15 de noviembre de 1881-Nueva York, 23 de marzo de 1960) fue un periodista y escritor estadounidense, conocido como Franklin P. Adams, y por sus columnas de periódico Always in Good Humour y The Conning Tower fueron los títulos de sus columnas diarias en la prensa neoyorquina, firmadas como FPA.

## Trayectoria
Comenzó a trabajar en el Chicago Journal en 1903, pero ya en 1904 pasó al New York Evening Mail, donde trabajó hasta 1913, cuando pasó al New York Tribune. 
Durante su etapa en el Evening Mail, Adams escribió la que sigue siendo su obra más conocida, el poema «Baseball's Sad Lexicon» (El triste léxico del béisbol), un homenaje a la combinación de doble juego de los Chicago Cubs, «Tinker to Evers to Chance» (Tinker a Evers al azar). En 1911, añadió una segunda columna, una parodia del Diario de Samuel Pepys, con notas extraídas de las experiencias personales de F.P.A.. En 1914, trasladó su columna al New-York Tribune, donde se retituló célebremente «The Conning Tower» y se consideró «la cumbre del ingenio verbal».
Durante la Primera Guerra Mundial trabajó en el periódico del ejército norteamericano Stars and Stripes en Washington D. C. y en Francia como capitán del servicio de inteligencia, después de la guerra volvió a Nueva York. Mientras servía en el ejército, llegó a ser capitán. Tras la guerra, el llamado «comma-hunter of Park Row» («cazador de comas de Park Row»). En 1921 estuvo en el New York World, en 1931 en el New York Herald Tribune, y en 1937 en el New York Post hasta 1941. En 1938 participa en el programa de radio Information, Please.
Mucho más tarde, el escritor E. B. White admitió libremente su sensación de asombro: «Solía pasar rápidamente por delante de la casa de West 13th Street, entre la Sexta y la Séptima, donde vivía F.P.A., y la manzana parecía temblar bajo mis pies, como tiembla Park Avenue cuando un tren sale de Grand Central».

## Obra
- Tobogganing on Parnasus, traducción de poemas de Horacio y otros autores clásicos, 1910
- By and Large, 1914
- Something Else Again, 1920
- So Much Velvet, 1924
- Cristopher Columbus and Other Patriotic Verses, 1935
- The Melancholy Lute: Selected Songs of Thirty Years , 1936.

### Canción de cuna
Mi vida, si tratas de dormir,
cuenta un número infinito de estrellas;
si aún sigues despierto,
cuenta las gotas que llenan un lago;
si luego la vigilia aún pende sobre ti,
cuenta las veces que te amo;
y, si el sueño aún se resiste,
cuenta las veces que no te dije.[cita requerida]
("If, my dear, you seek to slumber,
Count of stars an endless number;
If you still continue wakeful,
Count the drops that make a lakeful;
Then, if vigilance yet above you
Hover, count the times I love you;
And if slumber still repel you,
Count the times I do not tell you.")